# バード (映画)
『バード』（Bird）は、クリント・イーストウッドが監督および製作をつとめた1988年のアメリカ映画。
ジャズサックス奏者チャーリー・パーカーの音楽と生涯を描いた伝記作品である。カンザスシティで過ごした少年時代、チャン・リチャードソンとの結婚、そして34歳で夭逝するといった生涯の各場面をコラージュによって構成する手法を用いた。
題名はパーカーの愛称「バード (Bird)」より。劇中の演奏はチャーリー・パーカーのオリジナル音源からパーカーのサックス演奏だけを抜き出し、撮影当時の若手ジャズ・ミューシャンによるバッキング演奏と合成したものを使用した。一部プライヴェート録音を使用したため、ジャズファンの賛否が分かれ、のちに使用された楽曲の正規音源を使用したベスト・アルバムも出されている。

## キャスト
- フォレスト・ウィテカー：チャーリー・パーカー
- ダイアン・ヴェノーラ：チャン・リチャードソン・パーカー
- マイケル・ゼルニカー：レッド・ロドニー
- サミュエル・E・ライト：ディジー・ガレスピー
- キース・デイヴィッド：バスター・フランクリン
- マイケル・マクガイア：ブリュースター
- ジェームズ・ハンディ：エステヴェス

## 評価
レビュー・アグリゲーターのRotten Tomatoesでは24件のレビューで支持率は83%、平均点は6.60/10となった。Metacriticでは14件のレビューを基に加重平均値が78/100となった。